# Großsteingrab Gaarden 1
Das Großsteingrab Gaarden 1 (dänisch Gaarden Langdysse) ist eine megalithische Grabanlage der jungsteinzeitlichen Nordgruppe der Trichterbecherkultur im Kirchspiel Mårum in der dänischen Kommune Gribskov.

## Lage
Das Grab liegt westnordwestlich von Kagerup auf einem Feld. In der näheren Umgebung gibt bzw. gab es mehrere weitere megalithische Grabanlagen. Etwa 240 m östlich befindet sich das Großsteingrab Gaarden 2. 1,4 km östlich liegt das Ganggrab Kagerup und 1,4 km nordwestlich das Großsteingrab Myregård 1.

## Forschungsgeschichte
Mitarbeiter des Dänischen Nationalmuseums führten in den Jahren 1886 und 1942 Dokumentationen der Fundstelle durch. 1988 erfolgte eine weitere Aufnahme durch Mitarbeiter der Forst- und Naturbehörde.

## Beschreibung
Die Anlage besitzt eine rechteckige Hügelschüttung, über deren Orientierung und Maße unterschiedliche Angaben vorliegen. Gemäß der ersten Dokumentation von 1886 ist der Hügel nordnordost-südsüdwestlich orientiert und hat eine Länge von 25,5 m, eine Breite von 13 m und eine Höhe von 1,5 m. Nach der Dokumentation von 1942 ist der Hügel hingegen nord-südlich orientiert und hat eine Länge von 40 m, eine Breite von 17 m und eine Höhe von 2 m. 1988 wurde der Hügel nicht erneut vermessen, seine Breite wurde aber auf maximal 10 m geschätzt.
Der Hügel wies ursprünglich eine steinerne Umfassung auf, von der nur noch Reste erhalten sind. 1942 standen an der nördlichen Schmalseite noch zwei, an der westlichen Langseite fünf und an der östlichen Langseite sieben Umfassungssteine. In der Umgebung des Hügels lagen weitere Steine, die ebenfalls zur Umfassung gehören könnten.
Im Hügel liegen zwei Grabkammern, die wohl beide als kleine Dolmen anzusprechen sind. Die erste Kammer liegt 12,5 m vom südlichen Ende des Hügel entfernt. Sie ist nord-südlich orientiert und besteht wohl aus vier Wandsteinen, die zwar alle noch vorhanden sind, von denen aber nur der südliche Abschlussstein noch in situ steht. Zu den Maßen der Kammer liegen keine Angaben vor. Die zweite Kammer liegt 8,5 m vom Nordende entfernt. Hier sind nur noch zwei Steine erkennbar, die keine Rückschlüsse auf die Orientierung und die Maße der Kammer zulassen.